# 구국의 소리 방송
구국의 소리(救國의 소리)는 조선민주주의인민공화국 조선로동당 중앙비서국 통일전선부에서 운영한 대남방송으로 2003년 8월 1일 방송을 중단했다.
방송의 주된 목적은 대한민국 내의 시민과 친북주의자들에 대한 사상교육, 반정부투쟁이다. 이 방송은 대한민국의 서울, 강원권에서 방송하고 있는 것처럼 위장하기 위해 방송 용어도 대한민국 표준어와 강원도 사투리를 사용하였다.

## 연혁
'구국의 소리 방송'은 김일성의 지시에 의하여 1970년 6월 1일, 통일혁명당 목소리방송이라는 이름으로 처음 방송을 개시했다. 이후 1985년 통일혁명당이 한국민족민주전선으로 이름을 바꾸게 되자, 이 방송도 같은 해 8월 이름을 '구국의 소리 방송'으로 개칭했다.
2000년 6월 남북정상회담과 남북공동선언 발표이후 조선민주주의인민공화국은 확성기를 통한 대남방송을 중단하고, 공중파인 조선중앙방송과 평양방송을 통한 대남비방도 자제하였으나, 구국의 소리 방송은 계속하여 방송하였다. 이후 2003년 7월, 제11차 남북 장관급 회담에서 북측은 상대방에 대한 비방방송 중단을 강력히 요구했다. 이에 따라 조선민주주의인민공화국은 2003년 8월 1일부터 자유아시아방송 한국어로 변경하면서 방송을 전격 중단한다고 밝힌 후 방송은 전면 중단되었다.

## 방송정보
2003년 8월 1일 이후 구국의 소리는 전면 방송이 중단되었다.

### 채널
- 중파 1채널
- 단파 6채널

### 방송시간
- 오전 5시 ~ 오전 10시
- 오후 12시 ~ 오후 4시
- 오후 7시 ~ 새벽 2시

### 프로그램
주요 방송프로그램은 북한체제의 우월성을 찬양 및 옹호하고, 남한체제를 비방하는 것들로 다음과 같다.
- 김일성·김정일 우상화
- 조선로동당의 정책 노선
- 사회주의 제도의 우월성
- 반제국주의 의식
- 대한민국 내의 반정부 투쟁
- 통일
- 한반도 긴장 격화 및 대한민국에 대한 책임 전가

### 방송지역
구국의 소리 방송은 대남방송으로, 주 방송지역은 대한민국이다.

## 같이 보기
- 통일의 메아리 방송
- 자유아시아방송
- 평양방송

## 참조
1. ↑  http://nk.chosun.com/bbs/list.html?table=bbs_25&idxno=4150&page=3&total=278&sc_area=&sc_word=
2. ↑  http://nkd.or.kr/pds/nk/view/74